# Raketový člun typu 021
Raketový člun typu 021 (jinak též třída Huangfeng) je třída pobřežních raketových člunů Námořnictva Čínské lidové osvobozenecké armády. Je to upravená verze sovětských raketových člunů projektu 205 (v kódu NATO t.

## Stavba

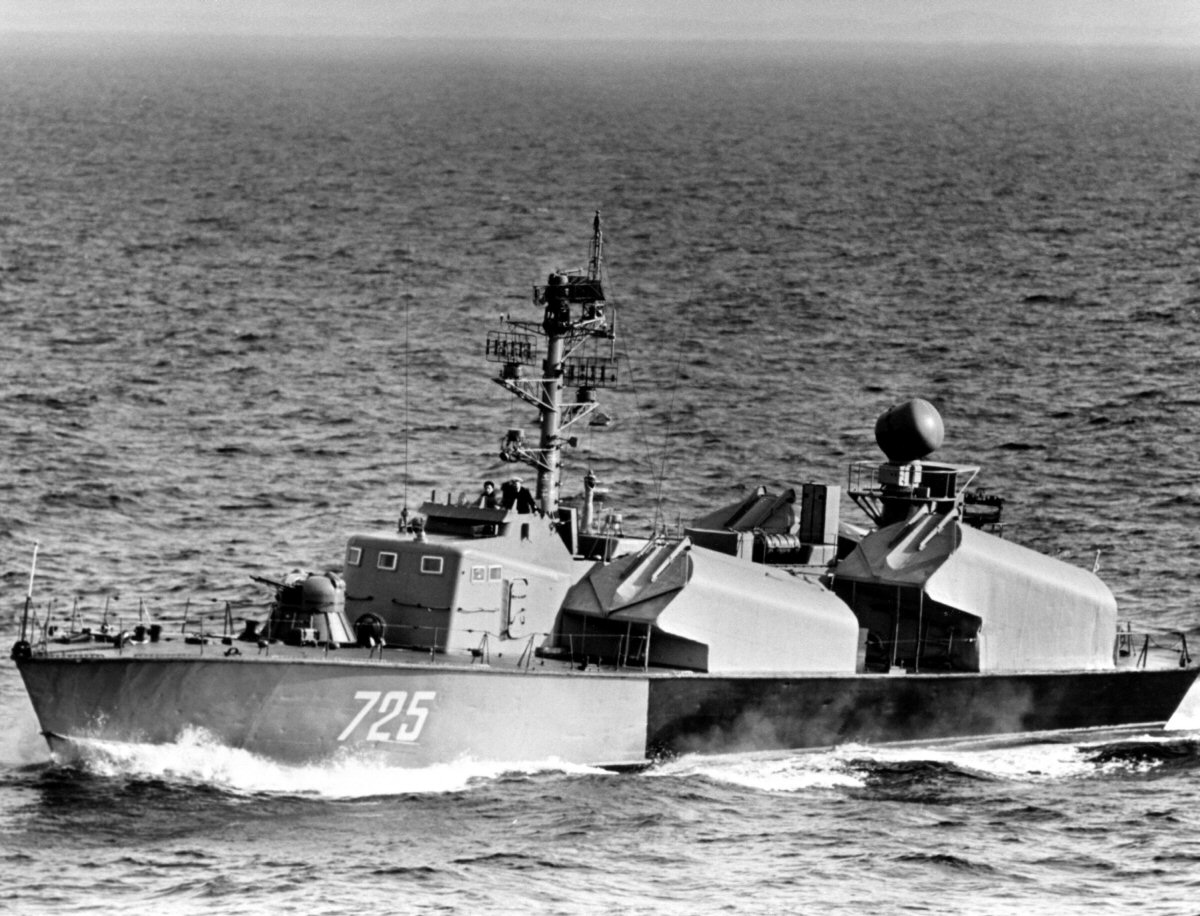
Originální sovětský raketový člun třídy Osa

V letech 1965–1968 ČLR získala ze Sovětského svazu sedm raketových člunů třídy Osa a přibližně za 10 let zahájila jejich stavbu v domácích loděnicích. V letech 1960–1975 bylo vyrobeno asi 104 raketových člunů této třídy (jiné prameny uvádějí až 120). Dále byl v roce 1970 postaven jeden pokusný člun označovaný jako třída Hola.

## Konstrukce

### TřídaHuangfeng
Čluny byly vyzbrojeny dvěma 25mm dvoukanóny a čtyřmi protilodními střelami HY-2 (jinak též C-201, varianta sovětské střely P-15 Termit). Později byla část z nich přezbrojena dvěma 30mm dvoukanóny typu 69 a čtyřmi modernějšími protilodními střelami C-801. Pohonný systém tvoří tři diesely o celkovém výkonu 12 000 hp, pohánějící tři lodní šrouby. Nejvyšší rychlost dosahuje 35 uzlů. Dosah je 800 námořních mil při rychlosti 30 uzlů.

### TřídaHola
Plavidlo mělo prodloužený trup, čímž byl získán prostor pro instalací celkem šesti protilodních střel.

### TřídaHoudong
Modernizovaná exportní varianta vyzbrojená šesti protilodními střelami C-802.

## Uživatelé
Čína
- Námořnictvo Čínské lidové osvobozenecké armády získalo asi 104 raketových člunů této třídy. K roku 2008 ve službě zůstávalo asi 67 člunů, včetně těch převedených do rezervy.[5] Server Globalsecurity.org k roku 2008 uvádí posledních 14 člunů v aktivní službě.[3]

 Bangladéš
- Bangladéšské námořnictvo v letech 1988–1992 získalo celkem pět člunů této třídy se střelami HY-2. Dne 10. listopadu 1988 byly do služby nasazeny čluny Salam (P712), Durdharsha (P8125), Durdanta (P8126) a Durdanda (P8128) a dne 1. června 1992 je posílil ještě raketový člun Anirban (P8128). Všechny je postavila loděnice Jiangnan v Šanghaji.[1]

 Írán
- Íránské námořnictvo odebralo v letech 1994–1996 celkem 15 člunů modernizované verze Houdong.[3]

 Jemen
- Jemenské námořnictvo v květnu 1995 odebralo tři raketové čluny této třídy. Jednalo se o vylepšenou verzi vyzbrojenou čtyřmi 30mm kanóny, čtyřmi střelami C-801 a přenosnými protiletadlovými raketovými komplety QW-1 Vanguard.[6]

 Pákistán
- Pákistánské námořnictvo v roce 1984 odebralo čtyři čluny se střelami HY-2, pojmenované Azmat (P1025), Dehshat (P1026), Himmat (P1027) a Quwwat (P1028).[3][7][8]

 Severní Korea
- Námořnictvo Korejské lidové armády v roce 1990 odebralo čtyři čluny.[3]